# Myriam Cyr
Myriam Cyr est une actrice canadienne née à Moncton au Nouveau-Brunswick en 1960.
Elle est connue pour son rôle de Claire Clairmont dans le film Gothic en 1986 et pour son rôle de Ultra Violet dans I Shot Andy Warhol en 1996. En 1995, dans le film Le Secret de Jérôme, elle s'est méritée le prix Bayard d'Or pour la Meilleure interprète au Festival international du film francophone de Namur en Belgique.  En 2006, elle publia son roman « Letters of a Portuguese Nun: Uncovering the Mystery Behind a 17th Century Forbidden Love », s'inspirant du livre Lettres portugaises.
Sœur d'Isabelle Cyr, sa mère était animatrice radio, de télévision et directrice de programmation. Myriam Cyr a été formée à Montréal et à Londres. Elle est membre du Royal National Theatre de Londres.

## Filmographie
- 1985 : Caffe Italia Montréal : Elle-même
- 1986 : Gothic : Claire Clairmont
- 1988 : Bonjour Monsieur Gauguin : Marie-Jeanne
- 1989 : Comment faire l'amour avec un nègre sans se fatiguer : Miz Suicide
- 1989 : Point of View
- 1989 : Le Voyageur (Sombres desseins) : Helene
- 1994 : Le Secret de Jérôme : Julitte
- 1996 : I Shot Andy Warhol : Ultra Violet (Isabelle Collin Dufresne) (en)
- 1998 : La Mutante 2 : Anne Sampas
- 1999 : Kill by Inches (en) : Vera Klamm

## Distinctions
- Elle remporta le Golden Bayard pour la meilleure actrice en 1994 pour son rôle de Julitte dans Le Secret de Jérôme.